# II (album des Boyz II Men)
 (juillet 2019).
Si vous disposez d'ouvrages ou d'articles de référence ou si vous connaissez des sites web de qualité traitant du thème abordé ici, merci de compléter l'article en donnant les références utiles à sa vérifiabilité et en les liant à la section « Notes et références ».
Pour les articles homonymes, voir II.
Albums de Boyz II Men
Christmas Interpretations
(1993) The Remix Collection
(1995)
Singles
- On Bended Knee
- Thank Youmodifier

II est le second album studio du quatuor vocal Boyz II Men, sorti en août 1994 sur le label Motown Records. Il contient des grands succès comme I'll Make Love to You et On Bended Knee, ce dernier remplaçant le premier single à la première place du classement Billboard Hot 100, faisant ainsi de Boyz II Men le troisième groupe à se remplacer lui-même à la première place des classements aux États-Unis, après Elvis Presley et The Beatles, et le seul à y arriver en trente ans.
I'll Make Love to You resta quatorze semaines au top du Hot 100 faisant du groupe le premier à obtenir deux singles successivement à la première place des classements et y restant chacun plus de dix semaines avec leur single précédent End Of The Road atteignant la première place des classements durant treize semaines, égalant ainsi le record de Whitney Houston avec son titre I Will Always Love You pour le titre étant resté le plus longtemps à la première place des classements, record battu par End Of The Road puis par I'll Make Love to You. D'autres singles sortirent dont Water Runs Dry qui atteignit la seconde place des classements et Thank You qui atteignit la 21e place. Vibin', cependant, atteignit seulement la 52e place.
L'album lui-même intégra les classements en trônant à la première place du classement Billboard 200, avec 350 000 copies vendues. Il resta cinq semaines à la première place et fut la troisième meilleure vente d'album de l'année 1995 aux États-Unis, s'y vendant à douze millions de copies. Ce fut donc un énorme succès. Cependant, au Royaume-Uni, le succès fut moindre et l'album n'atteignit que la 17e place des classements d'album. Il est à noter qu'une version en espagnol intitulée II: Yo Te Voy a Amar fut éditée.
Le titre Khalil (Interlude), qui contient des monologues et non une chanson, est un hommage à leur manager de tournée Khalil Roundtree, qui fut abattu à Chicago dans l'Illinois alors que le groupe faisait la première de la tournée de MC Hammer intitulée Too Legit to Quit.

## Liste des titres
1. "Thank You"  (Michael S. McCary, Nathan Morris, Wanya Morris, Shawn Stockman, Dallas Austin)  4:34
2. "All Around the World"  (James Harris III, Terry Lewis, Michael S. McCary, Nathan Morris, Wanya Morris, Shawn Stockman, Daddy-O)  4:56
3. "U Know"  (Michael S. McCary, Nathan Morris, Wanya Morris, Shawn Stockman, Tim Kelley, Bob Robinson)  4:46
4. "Vibin'"  (Michael S. McCary, Nathan Morris, Wanya Morris, Shawn Stockman, Tim Kelley, Bob Robinson)  4:26
5. "I Sit Away"  (Tony Rich)  4:34
6. "Jezzebel"  (Wanya Morris, Shawn Stockman, The Characters: Troy Taylor & Charles Farrar)  6:06
7. "Khalil (Interlude)"  (Nathan Morris, Shawn Stockman)  1:41
8. "Trying Times"  (Wanya Morris, Tim Kelley, Bob Robinson)  5:23
9. I'll Make Love to You  (Babyface)  4:07
10. On Bended Knee  (James Harris III, Terry Lewis)  5:29
11. 50 Candles  (Shawn Stockman, Tim Kelley, Bob Robinson)  5:06
12. Water Runs Dry  (Babyface)  3:22
13. Yesterday  (Paul McCartney, John Lennon)  3:07

## Positions dans les classements
Album - Billboard (Amérique du Nord)
| Année | Classement    | Position |
| ----- | ------------- | -------- |
| 1994  | Billboard 200 | 1        |